# James Bradley
James Bradley   (Sherborne, març 1693 - Chalford, 13 de juliol de 1762) va ser un astrònom anglès, nomenat Astrònom reial de la corona anglesa el 1742. És famós pel seu descobriment de l'aberració de la llum.

## Vida i obra
Bradley va néixer a Sherborne, a prop de Cheltenham (Gloucestershire) al març de 1693. Va ingressar al Balliol College (Universitat d'Oxford) el 15 març 1711 i es va graduar en BA i MA el 1714 i el 1717 respectivament. Va efectuar les seves primeres observacions a la casa parroquial des de Wanstead (Essex), sota la tutela del seu oncle, el Reverend James Pound (al seu torn un hàbil astrònom) i va ser elegit soci de la Royal Society el 6 de novembre de 1718.
Es va ordenar vicari de Bridstow (Herefordshire) l'any següent i el seu amic, l'astrònom irlandès Samuel Molyneux, li va procurar una petita sinecura a Pembrokshire. Va penjar els seus hàbits el 1721, quan va ser designat per ocupar la Savilian chair (càtedra Saviliana) d'astronomia a la Universitat d'Oxford, al mateix temps que com a professor adjunt de filosofia experimental (1729 - 1760) va dictar 79 cursos i classes al museu Ashmolean.
La major part de la vida professional de James Bradley es va dedicar a detectar i quantificar moviments que eren conseqüències de la gravitació.
El seu primer memorable descobriment de l'aberració de la llum va ser anunciat a la Royal Society el gener de 1729 (Phil. Trans. Xxxv. 637). Les observacions sobre les quals es va basar van ser realitzades a la casa de Molyneux a Kew Green, segons les seves dades, la velocitat de la llum s'aproximava als 283.000 quilòmetres per segon, menys d'un 1% de diferència sobre el seu valor actual.
El segon descobriment notable va ser el 1727 quan va notar que les declinacions de certes estrelles semblaven oscil·lar erràticament, com si l'eix de la Terra canvies d'inclinació periòdicament. Va batejar el fenomen amb el nom de nutació de l'eix de la Terra i no ho va anunciar fins al 14 febrer 1748 i (Phil. Trans. XLV. I), quan va haver comprovat la seva veracitat gràcies a minucioses observacions fetes en una revolució completa (18,6 anys) dels nodes de la Lluna, ja que és aquesta la que actuant sobre la inflor equatorial del nostre planeta i fa canviar la inclinació periòdicament.
El 1742 va ser designat per succeir Edmond Halley com Astrònom Reial. La seva elevada reputació li va permetre demanar amb èxit una sèrie d'instruments que van costar 1.000 £ i amb un quadrant de 8 peus construït per a ell el 1750 per John Bird, va acumular a Greenwich durant deu anys mesuraments d'inestimable valor per a la reforma de l'astronomia. El 1752 la corona li va concedir una pensió 250 £ anuals.
Es va retirar per problemes de salut nou anys més tard al poble de Chalford (Gloucestershire), on va morir a Skiveralls House el 13 de juliol de 1762. La publicació de les seves observacions es va veure endarrerida per la disputa de la seva propietat, però van ser finalment publicades per Clarendon Press, Oxford, en dos volums (1798, 1805). La perspicàcia i diligència de Friedrich Wilhelm Bessel van ser però necessàries per a la comprensió de la seva fonamental importància.
Les molt precises mesures estel·lars van demostrar que si las paral·laxis estel·lars existien, aquestes havien de ser sempre més petits que 1"; més tard es confirmaria amb la mesura de las paral·laxis de Sírius, de 61 del Cigne i d'Alfa Centauri: totes elles per sota dels 0,88".